# Stefan (voornaam)
Stefan is een voornaam van Griekse oorsprong. Het woord στέφανος (Stefanos) betekent "krans" of "kroon", en bij uitbreiding "beloning, eer, roem", van het werkwoord στέφειν (Stéphein), "omcirkelen, omringen". Oorspronkelijk, zoals het werkwoord suggereert, had het zelfstandig naamwoord een meer algemene betekenis van elke "cirkel" - inclusief een kring van mensen, een cirkelende muur rond een stad en, in het vroegste geregistreerde gebruik, de cirkel van een gevecht, die wordt gevonden in de Ilias van Homerus. Overwinnaars kregen in de oudheid na de wedstrijd een krans; later is dit symbool tot kroon verworden, gedragen door heersers. De vrouwelijke variant van de naam is Stefanie.
De voornaam Stefaan komt het meest voor in Vlaanderen, Stefan eerder in Nederland en ook de variant Steven is vrij algemeen. Ook in Duitsland en Scandinavië komt Stefan voor, alhoewel in Duitsland vaker de schrijfwijze Stephan gebruikt wordt. In Frankrijk is in de middeleeuwen de naam Stéphane geëvolueerd tot Etienne.
De gelatiniseerde naam Stefanus komt ook in de Bijbel voor. Stefanus was de eerste christelijke martelaar. Hij werd gestenigd omdat hij de hogepriester en de ouderen van de moord op de Messias had beschuldigd. De naamdag van de heilige Stefanus valt in de Katholieke Kerk op 26 december en in de Oosters-Orthodoxe Kerk op 27 december.

## Gangbare varianten
- Steef
- Stef
- Stefaan
- Stefan
- Stefano
- Steffan
- Stoof
- Steffen
- Stephan
- Stéphane
- Stephen
- Stevan
- Steve
- Steven

## Enkele bekende naamdragers

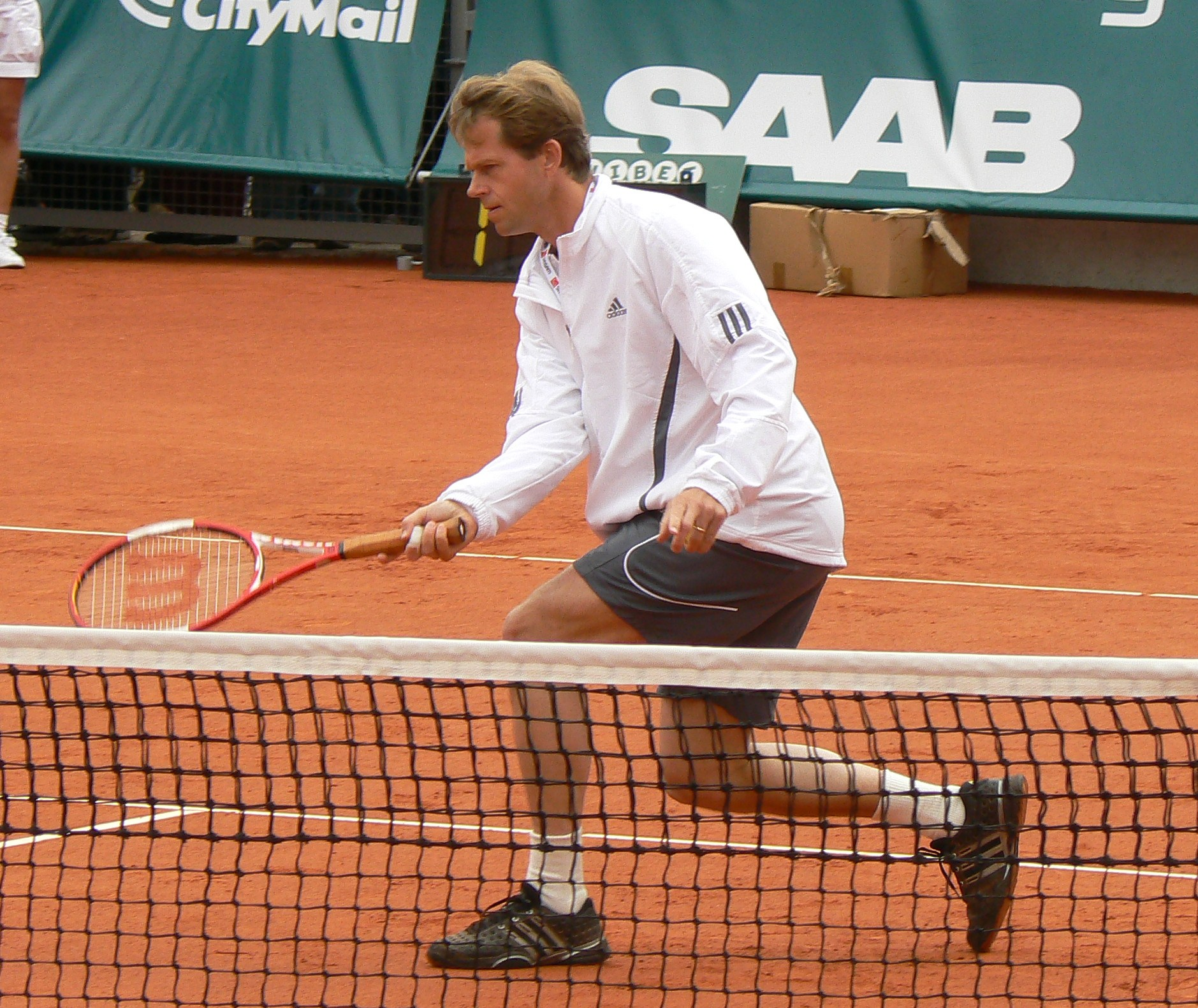
Voormalig tennisser Stefan Edberg

- Stefan Aartsen, Nederlands zwemmer
- Stef Aerts, Vlaams acteur
- Steve Beaton, Engels darter
- Stef Blok, Nederlands politicus
- Stef de Bont, Nederlands sportjournalist
- Stef Bos, Nederlands zanger
- Stefano Braschi, Italiaans voetbalscheidsrechter
- Steve Bull, Engels voetballer en voetbalcoach
- Stephen Bunting, Engels darter
- Stephen Curry (basketballer), Amerikaans basketballer
- Steve Davis, Engels snookerspeler
- Steven Defour, Belgisch voetballer
- Stefan van Dierendonck, Nederlands schrijver
- Steve Dunn, Engels voetbalscheidsrechter
- Stefan Edberg, Zweeds tennisser
- Stefan Effenberg, Duits voetballer
- Stefan Everts, Belgisch motorcrosser
- Steve Foster, Engels voetballer
- Stephen Fry, Engelse komiek, schrijver, acteur en presentator
- Steven Gerrard, Engels voetballer
- Steve Guppy, Engels voetballer
- Stephen Hawking, Brits wetenschapper
- Stephen Hendry, Brits snookerspeler
- Stefan Huber, Zwitsers voetballer
- Steve Irwin
- Steve Jobs, Amerikaans ondernemer
- Steven de Jongh, Nederlands wielrenner
- Steven Degryse (cartoonist, pseudoniem: Lectrr)
- Stephen King
- Steven pseudoniem van Stefan Laurens Wilsens, illustrator
- Stefan Landberg, Zweeds voetballer
- Stephen Laybutt, Australisch voetballer
- Stephan Lehmann, Zwitsers voetballer
- Stephen Lodge, Engels voetbalscheidsrechter
- Stefan Majewski, Pools voetballer en voetbalcoach
- Steve Marlet, Frans voetballer
- Steven Pienaar, Zuid-Afrikaans voetballer
- Stefan Rehn, Zweeds voetballer
- Steven Rooks, Nederlands wielrenner
- Steven Seagal, Amerikaans acteur
- Stefan Selakovic, Zweeds voetballer
- Steven Spielberg, Amerikaans filmregisseur
- Steve Stone, Engels voetballer
- Stefan Sultana, Maltees voetballer
- Stefaan Tanghe, Belgisch voetballer
- Stefan de Kogel, Musical ster
- Stefan Tewes, Duits hockeyer
- Stefan de Vrij, Nederlands voetballer
- Stefan Wolf, Zwitsers voetballer

## Varianten in andere talen
- Estavan, Esteban (Spaans)
- Estebe, Eztebe (Baskisch)
- Estèfe (Occitaans)
- Estevan (Occitaans)
- Estevão, Estêvão (Portugees)
- Esteve (Catalaans, Occitaans)
- Estevo (Galicisch)
- Estienne (Oudfrans)
- Étienne (Frans)
- Etiiviuq (Joepik)
- İstefanos (Turks)
- İstfan (Azerbeidzjaans)
- István, Isti, Pista, Pisti (Hongaars)
- Kepano, Kiwini (Hawaïaans)
- Shtjefen (Albanees)
- Sitiveni (Fijisch, Tongaans)
- Staffan (Zweeds)
- Steafan, Stìobhan, Stìophan, Stèaphan, Steenie (Schots-Gaelisch)
- Steafán, Stiofán (Iers-Gaelisch)
- Steephan (Dravidische talen)
- Steeve, Styve (Canadees-Frans)
- Stefaan (Vlaams)
- Stefán (IJslands)
- Štefan (Sloveens, Slowaaks)
- Ştefan, Fane (Roemeens)
- Stefano (Esperanto, Italiaans)
- Stefans (Lets)

- Stefanu (Oudkerkslavisch)
- Stefanus (Latijn)
- Steffan (Kymrisch)
- Stepan (Azerbeidzjaans)
- Štěpán (Tsjechisch)
- Stepanos (Armeens)
- Stephan, Steffen (Duits)
- Stephan, Steve, Steven (Engels)
- Stéphane (Frans)
- Steponas (Litouws)
- Steva (Servisch)
- Stevan (Bretons, Servisch)
- Stiefnu (Maltees)
- Stjepan, Stipe, Stipo (Kroatisch)
- Szczepan (Pools)
- Tahvo, Tapani, Teppo (Fins)
- Tipene (Maori)
- Στέφανος [Stephanos] (Grieks en Oudgrieks)
- Степан [Stepan] (Russisch)
- Степан, Стефан [Stepan, Stefan] (Oekraïens)
- סטיבן (Hebreeuws)
- ステファン, ステフェン (Japans)
- 스티븐 (Koreaans)
- 史提芬, 司提反 (Chinees)
- إصتفان ['Istifaan] (Arabisch)
- Ստեփանոս, Ստեփան [Stepanos, Stepan] (Armeens)
- ஸ்டீபன் [Stepan] (Tamil)

## Overige historische figuren
- Stefan was de 3e patriarch van de Maronitische Kerk
- Stefaan van Lunéville (10e eeuw), prins-bisschop van Toul